# Sylvain Salnave
Sylvain Salnave (Cabo Haitiano, 7 de fevereiro de 1826 - Porto Príncipe, 15 de janeiro de 1870) foi o nono presidente do Haiti.